# کازارما (شهرستان کوشنارنکوفسکی، باشقیرستان)
کازارما (انگلیسی: Kazarma, Kushnarenkovsky District, Republic of Bashkortostan) یک شهرک در شهرستان کوشنارنکوفسکی جمهوری باشقیرستان در کشور روسیه است.